# دوري لاوس لكرة القدم 1994
دوري لاوس لكرة القدم 1994 هو موسم من دوري لاوس لكرة القدم. فاز فيه Lao Army F.C. ‏.